# Мухаммад аль-Аскарі
Абу Джафар Мухаммад аль-Аскарі ібн Алі аль-Хаді (араб. أبو جعفر محمد العسكري بن علي الهاديأبو ; село Сар'я чи Сарія неподалік Медини, Хіджаз — 866, Балад, Ірак) — кандидат на 11-й імам шиїтський імам, син імама Алі ібн Мухаммеда, також знаний як аль-Закі та аль-Аскарі. Старший брат імама Хасана аль-Аскарі. Його могила побудували між Самаррою та Казимією, приблизно за 93 кілометри на північ від Багдада в Баладі.

## Народження, походження та діти
Народився 842 року в селі Сар'я (або Сур'я) недалеко від Медини, яку заснував його прадід Муса аль-Казім. Мав безліч титулів, найвідоміші: аль-Аскарі, запозичений з титулу його батька Імама ібн Мухаммеда, який разом із сім'єю довгий час перебував в ув'язнені, фактично в полоні, на військовій базі поблизу Самарри під назвою аль-Аскарі Аббасидського халіфату, аль-Баадж, Саба аль-дуджейл, Саба аль-джазіра, аль-Бурхан.
Його родовід: Абу Джафар Мухаммад аль-Аскарі ібн імам Алі ібн Мухаммед ібн імам Мухаммед ібн Алі ібн імам Алі ібн Муса ібн імам Муса аль-Казім ібн імам Джафар ас-Садік імам Зейн аль-Абідін ібн імам Хусейн ібн Алі ібн імам Алі ібн Абу Таліб. Згідно з найпоширенішою думкою, він був першою дитиною Імама Алі ібн Мухаммеда і був старшим за імама Хасана аль-Аскарі. Мати Мухаммада аль-Аскарі та його брата Хасан аль-Аскарі, як і у випадку з більшістю дванадцяти імамів, була рабинею, яка після народження дітей була ушанована титулом умм аль-валад. Її справжнє ім'я було Худайс, хоча деякі кажуть, що її звали Сулайл, Газала, Сюзайн або Хадіса. У них були й інші брати від інших дружин їхнього батька імама Алі аль-Хаді. Серед них був Джфар аль-Тавваб, якого також знали як «Джафар аз-Закі» або «Джафар-ас-Сані», його другим братом був Хусейн.
Існують різні думки про кількість дітей імама Саїда Мухаммада аль-Аскарі аль-Баадж Саба ал-дуджайля. Вчені з генеалогії аль-Наджафі в книзі «Бахр аль-Ансаб», Дамін ібн Шадгум у своїй книзі «Тухфат аль-Азхар» і багато інших перераховували імена наступних синів:
1) Саїд Джафар (під цим відомим прізвиськом (лакаб) свого батька — Абу Джафар Мухаммад, Ібн Шадгум у своїй книзі «Тухфат аль-Азхар» згадав його друге прізвисько (лакаб) — Абу Алі Мухаммад) — Ібн аль-Тактакі, який помер 709 року хіджри, і спеціаліст з генеалогії Саїд Махді аль-Раджаї у своїй книзі «Аль-Мукакубун», частина 2, стор. 53, згадують його нащадків і пишуть, що «в нього є потомство в Пакистані і вони задокументували стародавні рукописи родоводів і відомі святині своїх предків, які підтверджують те, що вони довели їхнє благородне походження, і вони там відомі садати щодо свого діда імама Алі аль-Хаді аль-Накі».
2) Саїд Алі також знаний під прізвиськами (Акбар, Асгар, аль-Муттакі, Абу Абдуллах, аль-Амір Султан Садат) Саїд Алі Акбар — згідно з багатьма генеалогічними джерелами та висновком багатьох вчених істориків від його нащадка, на ім'я Саїд Накіб Мухаммед Хусейн ібн Саїд Мухаммад ібн Саїд Алі ібн Саїд Мухаммед аль-Аскарі аль-Баадж родовідне дерево ділиться на дві гілки від двох його синів: перша гілка - від Саїда Мухаммада (предок Саїда Шамс ад-Діна Мухаммада аль-Бухарі, прадіда «Садата аль-Бааджа» країн Близького Сходу, Ірану й Іраку). Друга гілка — від Саїда Ахмада ібн Амір Хасана (прізвисько Аль-Ріда), на прізвисько — Саїд Ата який вважається предком сеїдів овлядя «Садат ал-Бухарі» «Саїдатай» у Бухар, Самаркандської області, Середньої Азії. Султан Садат Саїд Алі Акбар є «султаном (лідером) сеїдів», історики припускають, що місце його поховання знаходиться в головному мавзолеї меморіального комплексу Султан Садат. Саїд Алі Акбар також згадується під прізвиськом (кунят) Абу Мухаммад, імовірно помер в кінці IX або початку X століття в Термезі. У Меморіальному комплексі Султан Саодат і на його території розташовано безліч усипальниць і безіменних могил більше як тисячі сеїдів. Історики згадують що його нащадки проживали в Бухарі, Самарканді і Термезі. Одним з його відомих нащадків «аль-Бухарі» був Саїд Шамс ад-Дін Мухаммад Амір Султан аль-Бухарі. Генеалог Дамін ібн Шадгум у своїй книзі «Тухфат аль-Азхар», який помер 1090 року, згадав, що Саїд Шамс ад-Дін Мухаммад Амір Султан аль-Бухарі був славетним вченим, знаним як Амір Султан аль-Бухарі, був наставником османського султана Баязіда, і що родом він був з Бухари, і його нащадків також звали сеїїди «аль-Бухарі». І о Саїд Шамс ад-Дін Мухаммад Амір Султан аль-Бухарі є предком «Садат аль-Баадж» в Іраку і Хузестані, Іран. Це передбачав великий вчений Саїд Хасан аль-Баракі, який помер 1332 року, у своєму коментарі до «Тухфат аль-Азхар» вчений Ібн Шадгум писав про це: «Саїд Мухаммад-син Імама Алі аль-Хаді, мир йому, від нього Саїд Шамс ад-Дін аль-Бухарі і його династія розкинулася на околицях Іраку, від його нащадків Саїд Ала аль-Дін Ібрагім, і Саїд Ібрагім змінив Саїда Алі, а Саїд Алі змінив Саїда Юсуфа, а Саїд Юсуф змінив Саїда Хамзу, а Саїд Хамза змінив Саїда Мухаммада аль-Баадж другого (другий Мухаммед)) і він змінив Саїда Аль-Муаяда Біллаха Яг'ю, і він був одним з великих садатов і знатних людей Іраку XI століття, і Саїд Яг'я змінив Саїда Мухаммада, а Саїд Мухаммад змінив Саїда Ібрагіма і Саїда Іса, і Саїд Ібрагім — дід сім'ї „аль-Баадж“ в Іраку й інших країнах… Генеалог доктор Саїд Валід аль-Баадж підтвердив походження нащадків Саїда Мухаммед аль-Бааджа і 1999 року написав книгу про його нащадків, яка містить десятки надійних джерел, якими нехтували багато генеалогів Агль аль-Байт, а також багато фактів та старих документів, що згадують про Саїда Мухаммеда аль-Бааджа та його нащадків та їх почесних святинь.
3) Саїд Ахмад був аулія, належить до садатів, знаний серед нащадків ар-Різаві» в Хансарі, Іран, а також серед них в Пакистані, знаний під ім'ям «Садат ан-Накві». Саїд Ахмед має знаменитий мавзолей-святиню в Хансарі, і цю святиню відвідують багато паломників. Серед його нащадків імамзаде Саїд Махмуд ібн Саїд Мухаммад ібн Саїд Ахмад бін Саїд Мухаммад аль-Аскарі ібн Імам Алі аль-Хаді аль-Накі має велику святиню і відомий мавзолей в Хої.

Мавзолей

4) Саїд Хусейн — його нащадки живуть у Мерві (нині на території Туркменістану), про це згадується в книзі «Аль-Мукакубун» частина 2, сторінка 53 вченого ан-насаба Саїд Махді аль-Раджаї, він цитував вченого Ібн Хотеля, що помер 55 року хіджри, у своїй генеалогічній книзі «Аль-Ансаб».
5) Саїд Абу Таліб Мухаммад — його нащадки живуть у Пакистані, їх називають «Садат ан-Накві» на честь їхнього предка імама Алі ібн Мухаммеда на його прізвиська — ан-Накі, аль-Аскарі, аз-Закі, аль-Фатта, аль-Мурта. Плем'я Аль-Бакара веде свій родовід від Саїда Абу Таліб Мухаммада ібн Саїд Мухаммад аль-Аскарі аль-Баадж ібн імам Алі ібн Мухаммеда.
6) Саїд Іскандар — його нащадки живуть у країнах Близького Сходу, Індії та Пакистані.

## Мавзолей
Мавзолей Мухаммада аль-Аскарі знаходиться між Самаррою і Казимією, приблизно за 93 кілометри на північ від Багдада в Баладі. Табличка на заріхе (срібна сітчаста скринька на могилі) мавзолею свідчить: Це мавзолей великого Саїда Абу Джафара Мухаммада сина імама Алі аль-Хаді, що займав високе становище, і шиїти вірили, що він буде наступним імамом після Алі аль-Хаді, і коли він помер, імам ль-Хаді зазначив, що Імам Хасан аль-Аскарі буде його наступником. Коли імам аль-Хаді переселився з Медини в Самарру, Саїд Мухаммад був ще дитиною, і коли став підлітком він приєднався до свого батька в Самаррі, і залишався там, доки не вирішив повернутися до Медини. Коли він вирушив із Самарри на дев'яти парасангах і прибув до села Балад, він захворів і там помер.

## Секта Мухаммадія
Мухаммадіти — шиїти (названі на честь Мухаммада аль-Аскарі ібн Імама Алі аль-Хаді) були шиїтською сектою (нині вимерла), яка вважала, що через передбачувану відсутність спадкоємця (на їхню думку) у Хасана аль-Аскарі їм довелося переосмислити законність його імамат. Тому замість цього вони повірили в імамат його брата Мухаммада аль-Аскарі ібн Імама Алі аль-Хаді, який помер за 7 років до смерті свого батька. Однак мухаммадити заперечували смерть Мухаммада аль-Аскарі ібн Імама Алі аль-Хаді, і стверджували, що його батько вказав на нього і призначив його імамом до його смерті, щоб досягти успіху, і згадав його на імʼя й особу. Ці вірування, на їхню думку, є тим, із чим погоджуються інші підсекти. Щоб підтримати свою позицію, вони вважали, що імам не може вказати з волі того, хто не є імамом. Тому, щоб підтримати це переконання, вони стверджували, що Мухаммад аль-Аскарі ібн Імам Алі аль-Хаді не помер насправді, як це було очевидно. За їхніми словами, його батько радше сховав його через Такії (як стверджували ісмаїліти, Джафар ас-Садик сховав свого сина Ісмаїла ібн Джафара), і він був очікуваним Магді.
Інша мухаммадитська підсекта Нафісіти (названі на честь слуги імама Алі аль-Хаді, на ім'я Нафіс) були екстремістською сектою шиїтів (нині вимерла) мусульман. Нафісити вважали, що Мухаммад аль-Аскарі ібн Імам Алі аль-Хаді справді помер і що він передав заповіт не своїм дітям, а слугі свого батька Нафісу. За їхніми словами, Мухаммад аль-Аскарі передав Нафісу книги, різні знання, меч і все, що потрібне Уммі. Вони також помилково стверджували, що Мухаммад порадив Нафісу передати все це своєму братові Джафару ібн Алі аль-Хаді, якщо він (тобто Мухаммад аль-Аскарі) помре. Нафісіти зайняли дуже жорстку позицію щодо Хасану аль-Аскарі, молодшого брата Мухаммада аль-Аскарі. Вони вважали його та всіх, хто вірив у його імамат, невіруючими. Вони також дотримувалися крайніх поглядів щодо Джафара ібн Алі аль-Хаді і стверджували, що він був Магді.

## Смерть
866 року Мухаммад аль-Аскарі вирішив відвідати Каабу. Коли він прибув до Баладу (недалеко від Самарри в Іраку), то захворів і помер 17 липня 866 року. Шиїти поховали його в Баладі. Деякі люди припускали, що він був отруєний Аббасидами. Після смерті старшого сина імам Алі ібн Мухаммед провів по ньому траурну церемонію.
Деякі люди з Бану Хашим, зокрема Хасан ібн Хасан аль-Афтас повідомив, що:
Коли Сеїд Мухаммад помер, ми пішли до будинку імаму Алі ібн Мухаммеда. І ми побачили, що килим розстелений, а люди сіли довкола нього. Ми оцінили чисельність населення, окрім звільнених рабів й інших людей, там було 150 осіб з родини Абу Таліба, Бану Хашим та курайшитів. Несподівано увійшов молодший брат Мухаммада імам Хасан аль-Аскарі, розірвавши на собі одяг від горя від смерті брата. Він стояв поруч із батьком. Ми тоді його не знали. Через годину Імам Алі аль-Хаді сказав йому: «О сину мій! Звелич свою хвалу Аллаху, тому що Він запропонував тобі щось». Імам Хасан аль-Аскарі заплакав і сказав: «Хвала Аллаху, Господеві світів. Ми хвалимо Його тільки за Його благословення на нас, і ми від Аллаха і до Нього ми повертаємось». Я спитав: Хто це? І сказали люди: Це Хасан, син Імама Алі аль-Хаді. Тоді мав на вигляд років 20. Так ми дізналися, що він стане наступним імамом після свого батька.

## Книга про життєпис і карамати
Книги про життєпис і карамати Абу Джафара Мухаммада аль-Аскарі написали вчені історики, зокрема Мірза Хусейн аль-Нурі написав «Аль-Наджам аль-Накіб» і вчений Мухаммад Алі Урдубаді (1894—1960) «Життя та Карамат Абу Джафара» арабською мовою. Переклад книги Алі Акбара Махдіпура мовою фарсі опублікований як «Сітарі-і Дуджайл» (Початок Дуджайла), наприкінці цієї книги є додатки про біографію автора й інформація про дітей Мухаммад аль-Аскарі, бібліографія та молитви, які слід читати при відвідуванні мавзолею Мухаммада аль-Аскарі. Книга «Сітарі-і Дуджайл» складається з двох томів: перший том про життя Мухаммада аль-Аскарі, а друга стосується його караматів.

## Атака на храм
7 липня 2016 року не менше 35 людей загинули та понад 70 отримали поранення внаслідок штурму Мавзолею групою нападників. Серед нападників були терористи-смертники на автомобілях, піші смертники та кілька бойовиків. Вони напали на паломників шиїтів, які святкували Рамазан-байрам.
У минулому були бомбардування та міжконфесійне кровопролиття в місті Самарра, де поховані імам Алі ібн Мухаммед й одинадцятий імам імамітів Хасан аль-Аскарі, батько та молодший брат Мухаммеда аль-Аскарі ібн імам Алі ібн Мухаммеда.